# Mycomelanea ludmilae
Mycomelanea ludmilae är en svampart som beskrevs av Josef Velenovský 1947. Mycomelanea ludmilae ingår i släktet Mycomelanea, ordningen disksvampar, klassen Leotiomycetes, divisionen sporsäcksvampar och riket svampar.   Inga underarter finns listade i Catalogue of Life.